# H1N1

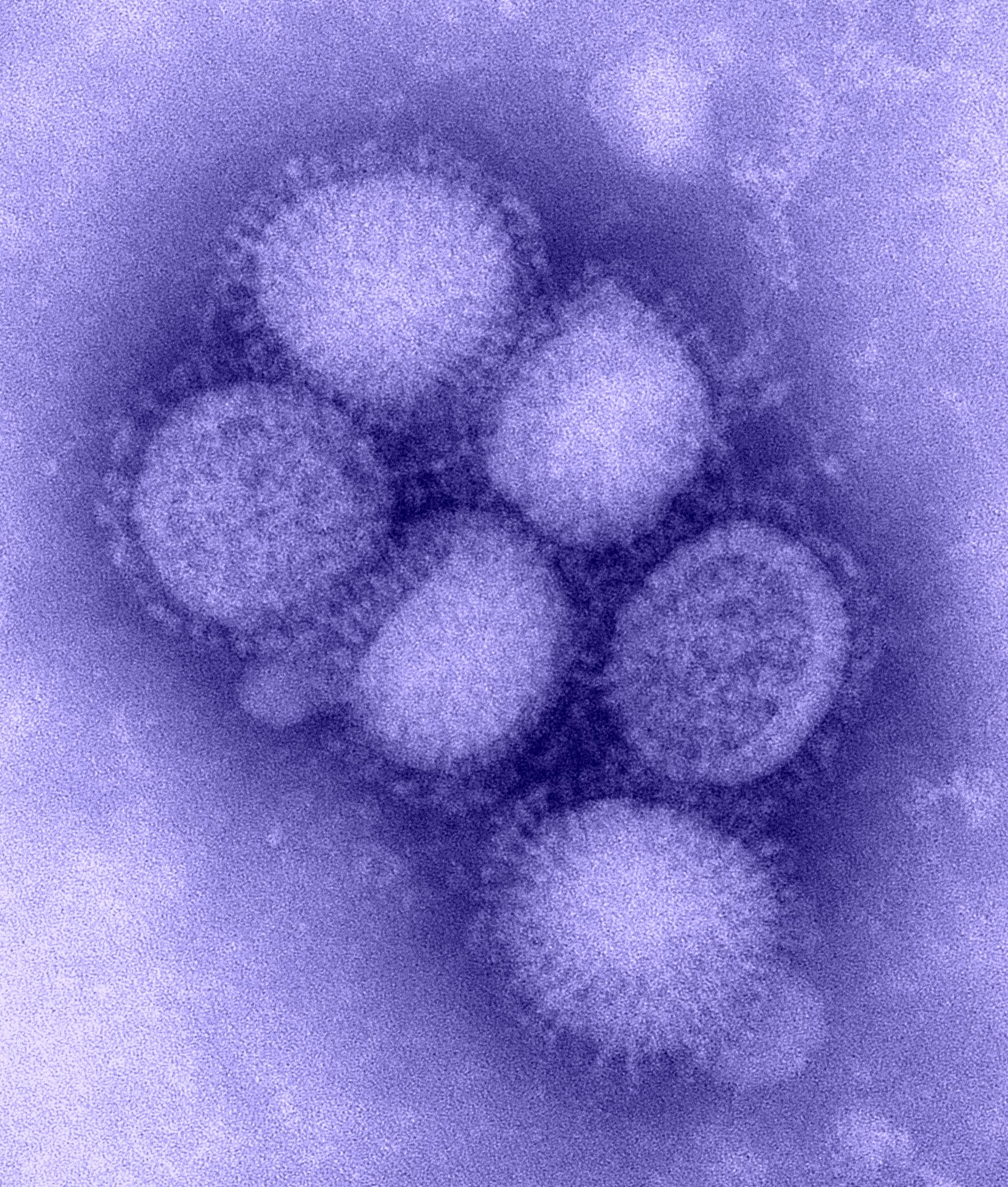
H1N1

H1N1 – podtyp wirusa grypy typu A, do którego odmian zalicza się m.in. wirusa tzw. hiszpanki, wirusy powodujące łagodnie przebiegającą grypę ludzką oraz wiele szczepów wirusów grypy występujących u ptaków i świń, w tym również odkrytą w kwietniu 2009 r. nową odmianę wirusa ludzkiej grypy typu H1N1/09.
Wśród ludzi grypa wywoływana przez wirusy typu A (H1N1) występuje powszechnie i nie jest bardzo groźna. Przykładowo, różne odmiany H1N1 były odpowiedzialne za kilka procent ludzkich infekcji grypowych w sezonie 2004/2005. Błędem jest (często występujące w medialnych reportażach) stosowanie nazwy H1N1 w odniesieniu do tylko jednej odmiany wirusa grypy (np. tzw. świńskiej grypy). Wirus ten wywołał także tzw. grypę rosyjską w 1977 roku. 